# Capilla de San Sebastián Mártir (Chimalistac)
La Capilla de San Sebastián Mártir es un pequeño templo católico ubicado en el antiguo pueblo de Chimalistac, en la alcaldía Álvaro Obregón al sur de la Ciudad de México. Fue construido a finales del siglo XVI y modificado en los siglos XVII y XX. Su fiesta patronal se celebra el 30 de enero. Se caracteriza por ser la construcción más antigua de Chimalistac. Fue declarada monumento histórico el 1 de septiembre de 1932.

## Historia
En el periodo prehispánico Chimalistac pertenecía a Coyohuacan, asentamiento que había sido avasallado por los tepanecas alrededor de 1332. En el 1410, Tezozómoc, señor de Azcapotzalco, le da a Coyoacán el rango de señorío e instala a su hijo Maxtla como gobernante de este. En 1426 Maxtla toma el trono de Azcapotzalco y hostiliza a la ciudad mexica de Tenochtitlan y a la ciudad acolhua de Texcoco. Sin embargo, los Mexicas y Acolhuas unen fuerzas y toman Azcapotzalco en 1428 y Maxtla huye a Coyoacán, donde es derrotado en 1430 y el señorío de Coyoacán y sus barrios dependientes —que eran Chimalistac, Coapa, Tepetlapa, Huipulco, Axotla, Huitzilopochco, Xoco, y Copilco— se convirtierón en tributarios de la triple alianza, conformada por las ciudades de Texcoco, Tenochtitlan y Tlacopan.
Durante la conquista de México, Coyoacán estaba regido por el cacique Ixtolinque, quien al fin de la guerra se une a la causa española y tras la caída de Tenochtitlán es bautizado con el nombre de Juan de Guzmán Ixtolinque y se convirtió en un fiel aliado de Hernán Cortés, quien se estableció en Coyoacán de 1521 a 1523 con sus capitanes y su ejército mientras se reconstruía la Ciudad de México
En 1525 Cortes cedió a Juan de Guzmán Ixtolinque las tierras que habían pertenecido a su familia, en recompensa por su lealtad a los españoles y lo nombró gobernador de Coyoacán. Las propiedades del gobernador Ixtolinque eran numerosas y entre estas se contaba una finca con una extensa huerta en Chimalistac. En 1528 los dominicos se habían establecido en Coyoacán y el gobernador Ixtolinque les cedió una pequeña porción de sus terrenos en Chimalistac para que establecieran una capilla abierta. Se ignora su fecha exacta de su construcción, sin embargo aparece mencionada por primera vez en un listado solicitado al vicario de Coyoacán en 1553 por la Real Audiencia de México.
Hacia finales del siglo XVII la capilla se techó, los arcos laterales se tapiaron y se añadieron el presbiterio y la torre. La capilla continuó en servicio hasta la aplicación de las leyes de reforma en 1867, cuando es confiscada por el gobierno y abandonada.
En 1938 la capilla estaba en ruinas y los vecinos del pueblo organizaron y apoyaron económicamente la reconstrucción de esta con el fin de que fuera abierta nuevamente al culto. Alrededor de 1941, Antonio Palma —vecino de Chimalistac que trabajaba en el departamento de monumentos históricos—, descubre en las bodegas del exconvento de Churubusco un retablo del siglo XVIII de estilo barroco que había pertenecido a la iglesia del pueblo de la piedad, la cual había sido demolida en 1935 sin razón alguna. Apoyado por un grupo de vecinos, Palma consiguió que se trasladara el retablo a la capilla de San Sebastián.
En 1955 la capilla fue restaurada por el pintor, diplomático y arquitecto alemán Alexander von Wuthenau quien construyó la sacristía el coro y la oficina parroquial.